# Tamias cinereicollis
La ardilla de pata anillada (Tamias cinereicollis) es una especie de mamífero roedor esciuromorfo de la familia Sciuridae. Es endémica de los Estados Unidos y se encuentra únicamente en los bosques de coníferas de los estados de Nuevo México y Arizona, a altitudes entre los 1950 y los 3.440 m s. n. m.. Tiene un tamaño promedio de 22,4 cm de largo y pesa entre 55 y 70 g, siendo la hembra un poco más grande que el macho. Se alimentan de todo tipo de frutos, principalmente de bellotas.